# Maison Reichmann
Le maison Reichmann (estonien : Reichmanni maja) est un bâtiment construit dans la vieille ville de Tallinn en Estonie,.

## Présentation
Le bâtiment de style Art Nouveau de trois étages a été construit en 1908-1909. L'architecte du bâtiment était Jacques Rosenbaum et son ingénieur était Ernst Boustedt.
Le bâtiment a appartenu à Reinhold Reichmann puis à la famille Schein.
La façade du bâtiment est décorée de luxuriants frontons néo-Renaissance inspirés de modèles hollandais et nord-allemands.
Au coin des rues Pikk tänav et Voorimehe tänav, se trouve une tour ronde et élancée qui s'étend hors du volume du bâtiment.

## Galerie

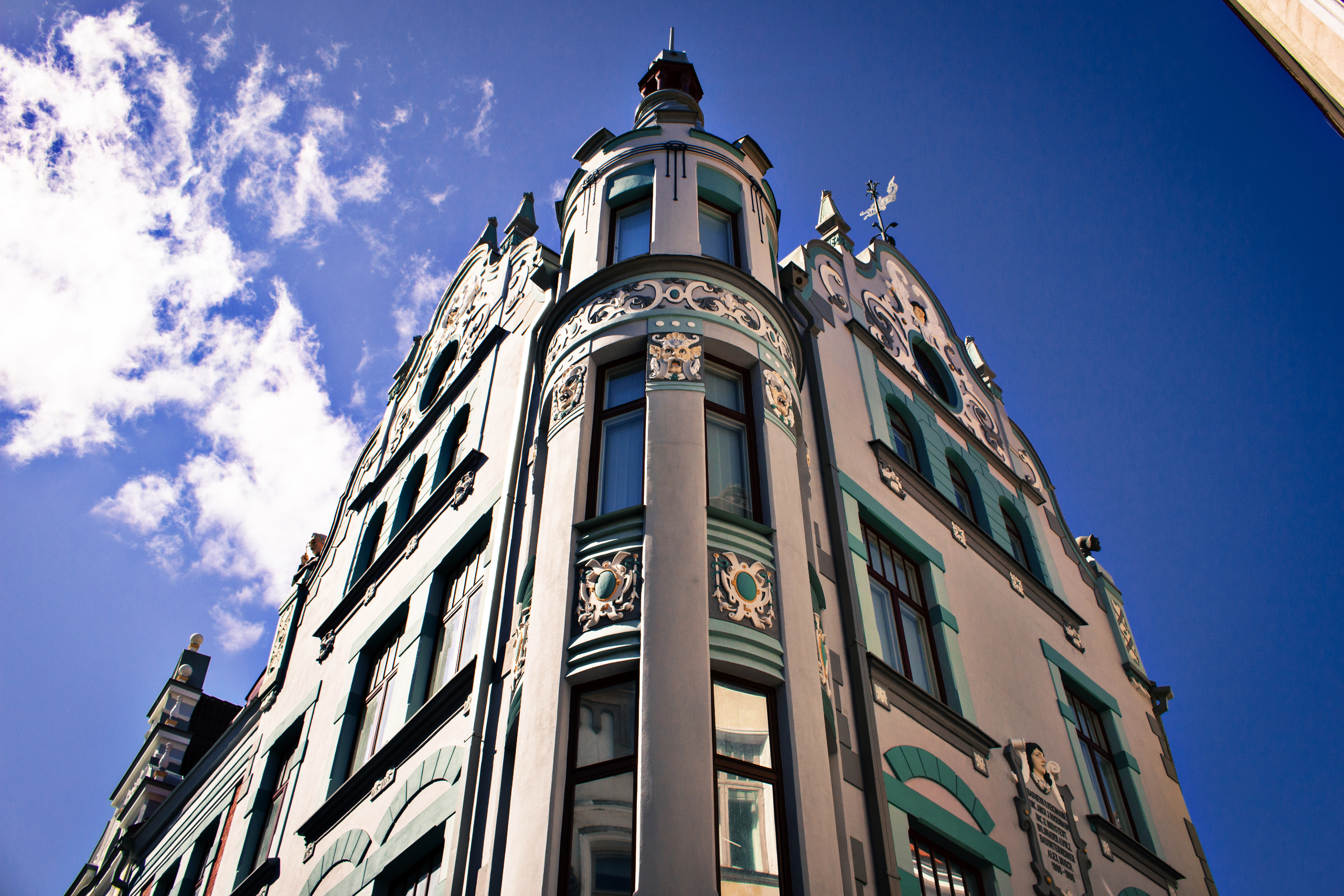
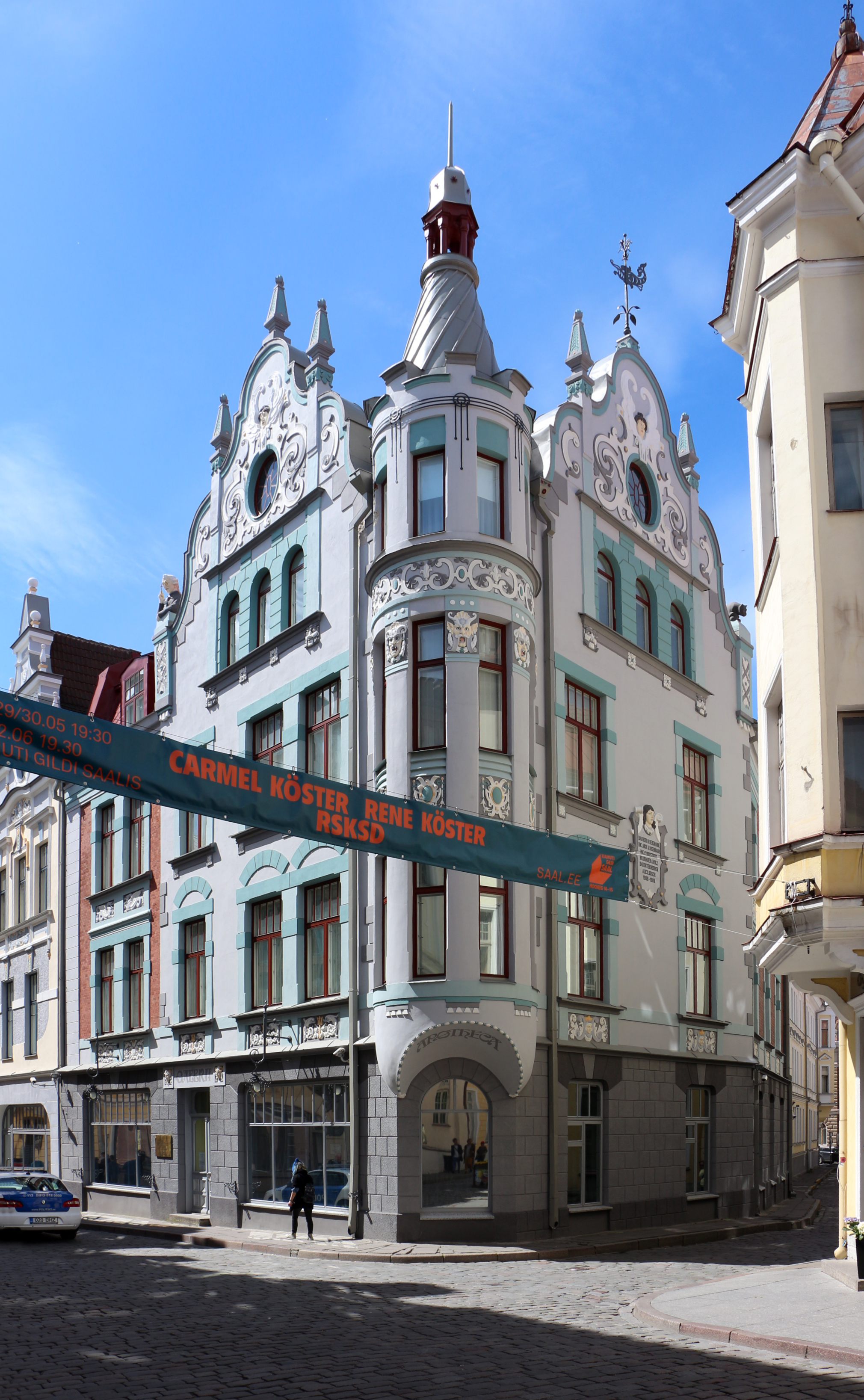
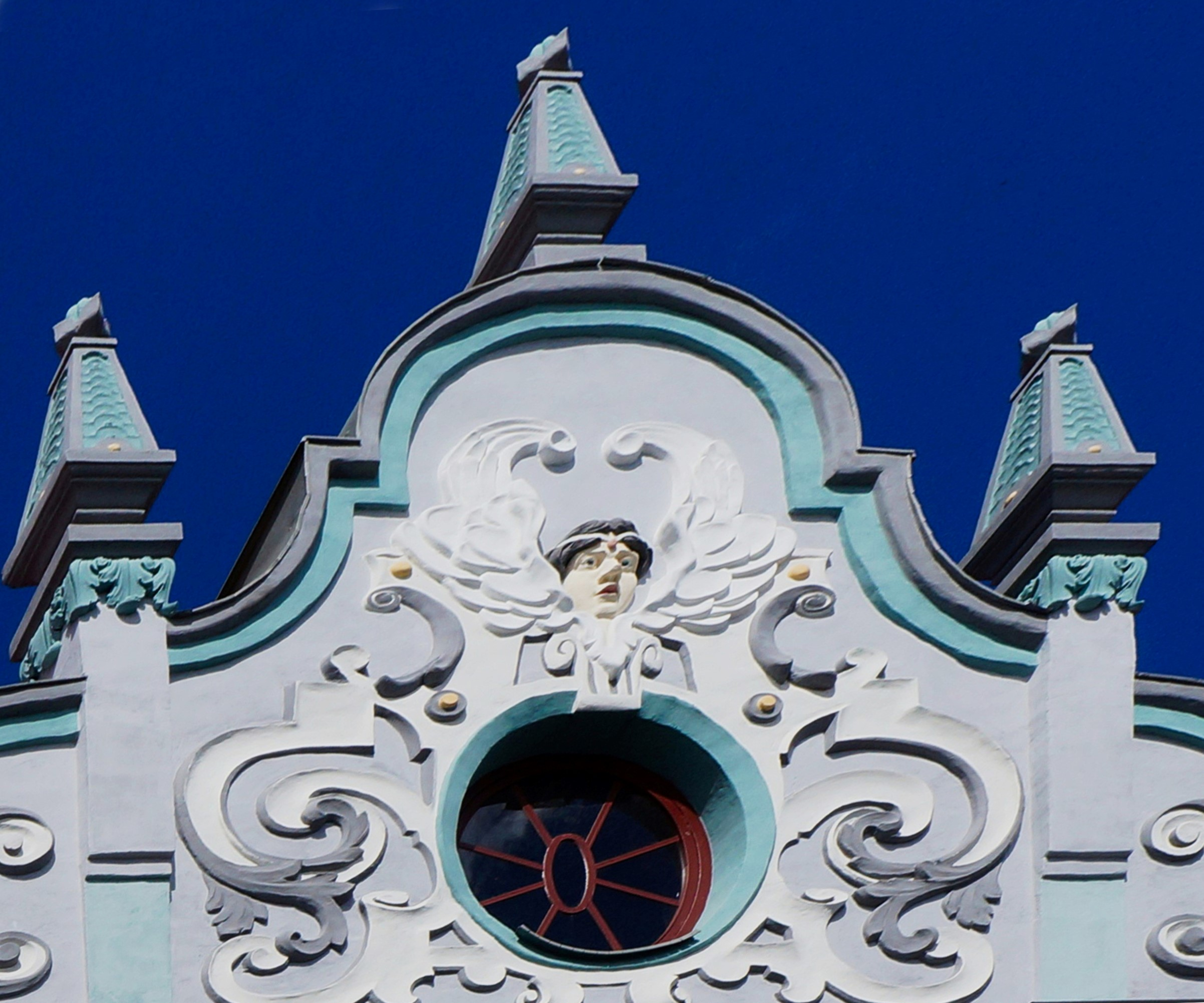
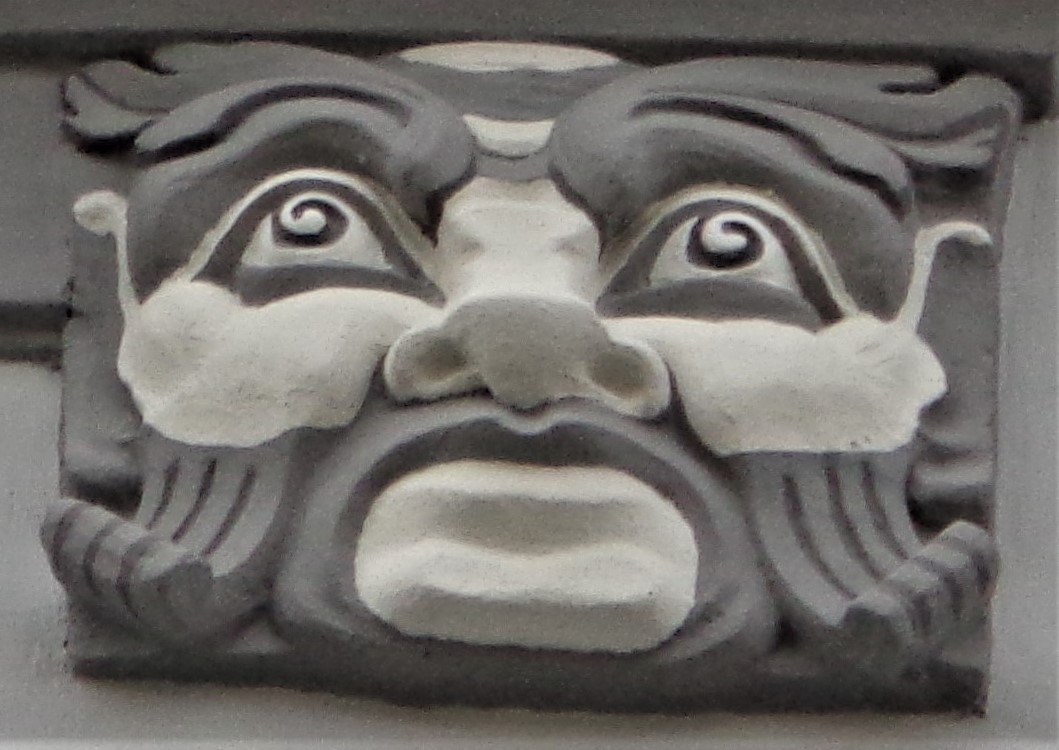
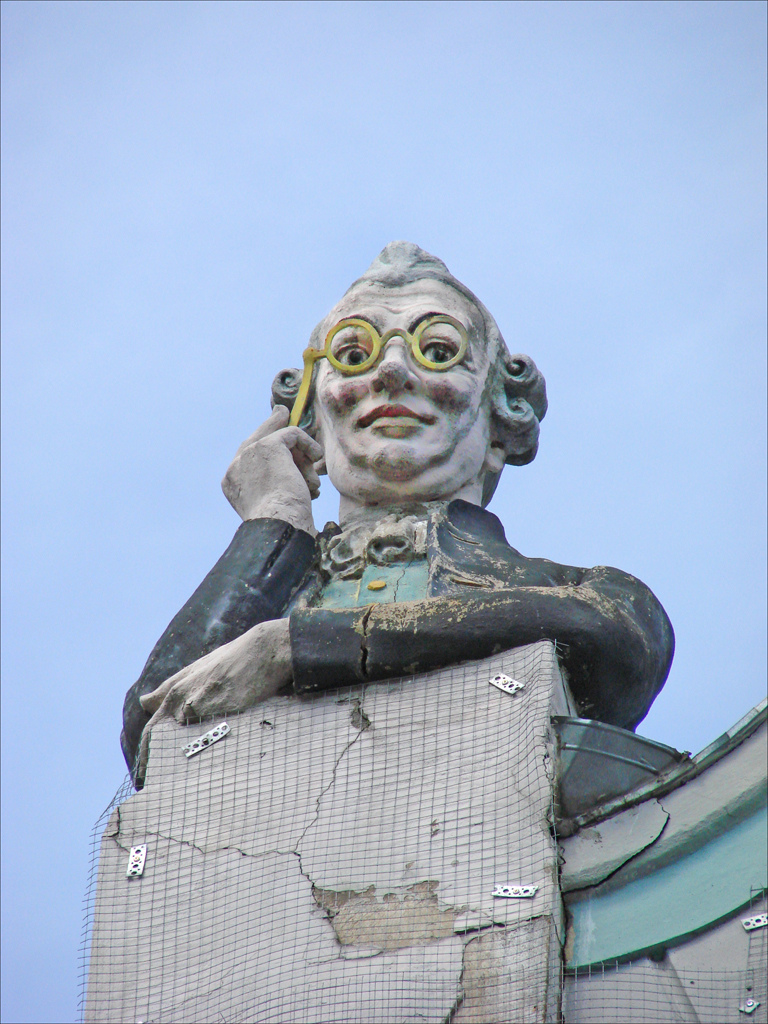